# Alpi Giulie
Alpi Giulie este o arie protejată (arie de protecție specială avifaunistică — SPA) din Italia întinsă pe o suprafață de 18.033 ha, integral pe uscat.

## Localizare
Centrul sitului Alpi Giulie este situat la coordonatele 46°18′55″N 13°21′09″E / 46.315287°N 13.35252°E.

## Înființare
Situl Alpi Giulie a fost declarat arie de protecție specială avifaunistică în februarie 2000 pentru a proteja 5 specii de plante și 35 de specii de animale.

## Biodiversitate
Situată în ecoregiunea alpină, aria protejată conține 25 de habitate naturale: Fânețe de joasă altitudine (Alopecurus pratensis, Sanguisorba officinalis), Izvoare petrifiante cu formare de travertin (Cratoneurion), Râuri de munte și vegetația lor lemnoasă cu Salix elaeagnos, Păduri alpine de Larix decidua și/sau Pinus cembra, Pajiști alpine și boreale, Păduri de pin (sub-) mediteraneene cu pini negri endemici, Lespezi calcaroase, Peșteri inaccesibile publicului, Grohotișuri termofile și vest-mediteraneene, Pante stâncoase calcaroase cu vegetație casmofită, Păduri ilirice de Fagus sylvatica (Aremonio-Fagion), Tufărișuri subarctice cu Salix spp., Liziere de ierburi înalte hidrofile de câmpie și de nivel montan până la alpin, Păduri pe pante, grohotișuri și ravene de Tilio-Acerion, Formațiuni de Juniperus communis pe lande sau pajiști calcaroase, Râuri de munte și vegetația erbacee de pe malurile acestora, Tufărișuri cu Pinus mugo și Rhododendron hirsutum (Mugo-Rhododendretum hirsuti), Pajiști uscate din regiunea submediteraneeană estică (Scorzoneratalia villosae), Ghețari permanenți, Grohotișuri calcaroase și de șisturi calcaroase de la nivelul montan până la nivelul alpin (Thlaspietea rotundifolii), Păduri acidofile de Picea de la nivel montan la nivel alpin (Vaccinio-Piceetea), Păduri aluvionare cu Alnus glutinosa și Fraxinus excelsior (Alno-Padion, Alnion incanae, Salicion albae), Formațiuni ierboase bogate în specii de Nardus, dezvoltate pe substraturi silicioase în zone montane (și în zone submontane, în Europa continentală), Pajiști alpine și subalpine calcaroase, Mlaștini turboase de tranziție și turbării mișcătoare.
La baza desemnării sitului se află mai multe specii protejate:
- plante (5): clopțelul cu frunze de crin (Adenophora lilifolia), Campanula zoysii, papucul doamnei (Cypripedium calceolus), Eryngium alpinum, Gladiolus palustris
- păsări (21): minunița (Aegolius funereus), potârnichea de stâncă (Alectoris graeca saxatilis), acvilă de munte (Aquila chrysaetos), cocoșul de mesteacăn (Bonasa bonasia), buha (Bubo bubo), caprimulg (Caprimulgus europaeus), șerpar (Circaetus gallicus), cristeiul de câmp (Crex crex), ciocănitoare neagră (Dryocopus martius), șoim călător (Falco peregrinus), ciuvică (Glaucidium passerinum), zăgan (Gypaetus barbatus), vulturul pleșuv sur (Gyps fulvus), Lagopus muta helvetica, sfrâncioc roșiatic (Lanius collurio), Lyrurus tetrix tetrix, viespar (Pernis apivorus), ciocănitoare de munte (Picoides tridactylus), ciocănitoare verzuie (Picus canus), huhurezul mic (Strix uralensis),  cocoș de munte (Tetrao urogallus)
- amfibieni (2): izvoraș-cu-burta-galbenă (Bombina variegata), Triturus carnifex
- mamifere (2): râs eurasiatic (Lynx lynx), urs brun (Ursus arctos)
- nevertebrate (8): Austropotamobius pallipes, Austropotamobius torrentium, croitorul mare al stejarului (Cerambyx cerdo), erebia calcarius (Erebia calcaria), fluturele auriu (Euphydryas aurinia), Euplagia quadripunctaria, rădașcă (Lucanus cervus), Rosalia alpina
- pești (2): zglăvoacă (Cottus gobio), Salmo marmoratus

Pe lângă speciile protejate, pe teritoriul sitului au mai fost identificate 26 de specii de plante, 6 specii de amfibieni, 11 specii de mamifere, 9 specii de nevertebrate, 10 specii de reptile.